# Джейсон Прістлі
Дже́йсон Прі́стлі (англ. Jason Priestley; 28 серпня 1969) — американський актор, відомий своєю роллю Брендона Волша в серіалі Беверлі-Гіллз 90210

## Життєпис
Актор народився 28 серпня 1969 року у Ванкувері, Канада, де дотепер проживають його батьки. Мама продає нерухомість, а батько — меблі. Акторський талант виявив в 4 роки, коли його привели на проби до приватного рекламного агента. До 8 років Джейсон, в основному, знімався в рекламних роликах. Першу роль хлопчик зіграв у фільмі «Сестра Кейт».
Через кілька років Джейсон одержує головну роль у серіалі «Беверлі-Гіллз, 90210». Режисерським дебютом актора стали кілька епізодів серіалу й музичний відео-кліпі на пісню виконавиці Кеті Денніс. Світові журнали не раз включали актора в списки найкрасивіших людей планети.
В 1997 році після тривалого роману Джейсон розстається зі своєю коханою — акторкою Крістін Еліз, з якою він знімався в серіалі. Зараз Прістлі живе в Лос-Анджелесі.

### Автоспорт
Одним із серйозних захоплень Джейсона Прістлі були автоперегони.  Від початку до середини 90-х він брав участь у SCCA Pro Rally Series як пілот Toyota Celica All-Trac ST185. Пізніше був коментатором IndyCar перегонів для телеканалу ABC і давав інтерв'ю на тему цих перегонів. Прістлі перейшов на гоночний трек у 1996 році. Протягом наступних двох сезонів він був пілотом Ford Mustang на перегонах IMSA GTS, USRRC GT1 та Motorola Cup. У 1999 взяв участь у перших перегонах Gumball 3000 за кермом Lotus Esprit V-8.
11 серпня 2002 року Прістлі — на той момент недосвідчений пілот болідів (авто з виносними колесами) готувався до участі в Infiniti Pro Series і на тестовому пробігу потрапив у серйозну аварію. Його машина на швидкості 180 миль/год (290 км/год) влетіла у стіну прямим лобовим зіткненням. У результаті такого зіткнення актор отримав перелом хребта, перелом обох ніг, перелом носа й очниць і струс мозку. На момент аварії Прістлі був на піку своєї кар'єри гонщика і завершив кваліфікаційний етап одразу за лідером перегонів  Ей Джей Фойтом IV. Значні травми від удару обличчям по керму змусили актора боятися, що це покладе кінець його акторській кар'єрі, проте після кількох відновлювальних операцій зовнішність вдалося відновити. А от кар'єра в автоспорті для Прістлі на цому завершилася. 

## Цікаві факти
- У нього є старша сестра — акторка Джасті́н[7] Прістлі[8].
- Улюблений письменник — Джек Керуак
- Улюблена музика: Bauhaus
- Улюблене тв-шоу: Твін-Пікс
- Улюблені види спорту: баскетбол, регбі, гольф і хокей

Актор знявся в кліпі на пісню Роя Орбісона «I Drove All Night» та Брітні Спірс «Boys (The Co-Ed Remix)»

## Нагороди
| Премії та номінації | Премії та номінації                   | Премії та номінації                                             | Премії та номінації                  | Премії та номінації |
| Рік                 | Премія                                | Категорія                                                       | Серіал                               | Результат           |
| ------------------- | ------------------------------------- | --------------------------------------------------------------- | ------------------------------------ | ------------------- |
| 1990                | Young Artist Awards                   | «Найкраще виконання чоловічої ролі другого плану в телесеріалі» | «Сестра Кейт»                        | Номінація           |
| 1993                | Golden Globe Awards                   | «Найкраще виконання чоловічої ролі в телевізійній драмі»        | «Район Беверлі-Гіллз»                | Номінація           |
| 1995                | Golden Globe Awards                   | «Найкраще виконання чоловічої ролі в телевізійній драмі»        | «Район Беверлі-Гіллз»                | Номінація           |
| 2003                | Gemini Awards                         | «Найкраще виконання ролі чи обов'язків ведучого»                | «Справжній сенс різдвяних цінностей» | Номінація           |
| 2011                | Monte-Carlo TV Festival: Golden Nymph | «Найкраще виконання чоловічої ролі в комедійному серіалі»       | «Називайте мене Фіц»                 | Номінація           |
| 2011                | Canadian Comedy Award                 | «Найкраще виконання чоловічої ролі в комедійному серіалі»       | «Називайте мене Фіц»                 | Перемога            |
| 2011                | Gemini Awards                         | «Найкращий акторський склад у комедійному серіалі»              | «Називайте мене Фіц»                 | Номінація           |

## Фільмографія

### Актор
| Рік         |    | Українська назва                               | Оригінальна назва                                    | Роль                           |
| ----------- | -- | ---------------------------------------------- | ---------------------------------------------------- | ------------------------------ |
| 1978        | тф | Стейсі                                         | Stacey                                               | Дункан                         |
| 1986        | тф | Нічия дитина                                   | Nobody's Child                                       | хлопець 2                      |
| 1986        | ф  | Хлопчик, який міг літати                       | The Boy Who Could Fly                                | Гері                           |
| 1987        | с  | Повітряний вовк                                | Airwolf                                              | Боббі Конрад                   |
| 1987        | с  |                                                | The New Adventures of Beans Baxter                   | студент                        |
| 1987        | с  | Джамп-стріт, 21                                | 21 Jump Street                                       | Брайан Кромпасік / Тобер       |
| 1987        | с  | Небезпечна затока                              | Danger Bay                                           | Дерек                          |
| 1988        | с  | Макгайвер                                      | MacGyver                                             | Денні                          |
| 1988        | ф  | Спостерігачі                                   | Watchers                                             | хлопець на велосипеді          |
| 1989        | ф  | Нікуди бігти                                   | Nowhere to Run                                       | Говард                         |
| 1989        | с  | Квантовий стрибок                              | Quantum Leap                                         | Пенсіл                         |
| 1989        | с  | Ангела-підліток                                | Teen Angel                                           | Базз Гандерсон                 |
| 1989—1990   | с  | Сестра Кейт                                    | Sister Kate                                          | Тодд Магаффі                   |
| 1990—2000   | с  | Беверлі-Гіллз, 90210                           | Beverly Hills, 90210                                 | Брендон Волш                   |
| 1990        | с  | Повернення ангела-підлітка                     | Teen Angel Returns                                   | Базз Гандерсон                 |
| 1992        | с  | Суботнього вечора у прямому ефірі              | Saturday Night Live                                  | гість                          |
| 1992        | с  | Клас Дрексела                                  | Drexell's Class                                      | підліток священик              |
| 1993—1996   | мс | Кіт Ік                                         | Eek! the Cat                                         | Бо Дідлі Скуат                 |
| 1993        | ф  | Дівчина з календаря                            | Calendar Girl                                        | Рой Дарпініан                  |
| 1993        | ф  | Тумстоун                                       | Tombstone                                            | Біллі Брекінрідж               |
| 1995        | ф  | Холоднокровний                                 | Coldblooded                                          | Космо Рейф                     |
| 1995        | тф | Вибір серця: Історія про Маргарет Сенджер      | Choices of the Heart: The Margaret Sanger Story      | оповідач                       |
| 1995        | мс | Миші-рокери з Марса                            | Biker Mice from Mars                                 | Джек МакКібер                  |
| 1997        | с  | За межею можливого                             | The Outer Limits                                     | Ентоні Сзігетті                |
| 1997        | тф | Невловимий                                     | Vanishing Point                                      | Голос                          |
| 1997        | ф  | Кохання та смерть на Лонг-Айленді              | Love and Death on Long Island                        | Ронні Босток                   |
| 1997        | ф  | Халтурники                                     | Hacks                                                | Чувак                          |
| 1998        | ф  | Тонка рожева лінія                             | The Thin Pink Line                                   | Мисливець Грін                 |
| 1998        | мс | Супермен                                       | Superman                                             | Хамелеон / Ріп Даггл           |
| 1998        | кф | Бесіди в Лімбо                                 | Conversations in Limbo                               |                                |
| 1999        | кф | Обрати життя                                   | Choose Life                                          | Ді Джей                        |
| 1999        | ф  | Ділл Скалліон                                  | Dill Scallion                                        | Джо Джо Гікс                   |
| 1999        | ф  |                                                | Standing on Fishes                                   | Джейсон                        |
| 1999        | ф  | Свідок                                         | Eye of the Beholder                                  | Гері                           |
| 2000        | ф  | Розбійник                                      | The Highwayman                                       | Брекфаст                       |
| 2000        | тф | Заборонене кохання                             | Common Ground                                        | Біллі                          |
| 2000        | тф |                                                | Homicide: The Movie                                  | детектив Роберт Голл           |
| 2000        | тф | Прощайся з завтра                              | Kiss Tomorrow Goodbye                                | Джарред                        |
| 2000        | мф | Гершель Гоппер: Нью-Йоркський кролик           | Herschel Hopper: New York Rabbit                     | Ксавьє                         |
| 2000        | мф | Пригоди лева у чарівній країні Оз              | Lion of Oz                                           | Лев                            |
| 2001        | с  | Кручене місто                                  | Spin City                                            | Скотт                          |
| 2001        | ф  | Зігз                                           | Zigs                                                 | Девід                          |
| 2001        | ф  | Четвертий янгол                                | The Fourth Angel                                     | Девідсон                       |
| 2002        | ф  | Черіш                                          | Cherish                                              | Ендрю                          |
| 2002        | ф  | Сенсація                                       | Cover Story                                          | Джей Сі Пек                    |
| 2002        | ф  | Час вовка                                      | Time of the Wolf                                     | містер Нельсон                 |
| 2002        | ф  | Незвичайний танець                             | Fancy Dancing                                        | Аса Геммілл                    |
| 2002        | с  | Єремія                                         | Jeremiah                                             | Майкл                          |
| 2002        | с  | Том Стоун                                      | Tom Stone                                            | Дуг                            |
| 2002        | тф | Увага! Нецензурні вислови                      | Warning: Parental Advisory                           | Чарлі Бернер                   |
| 2002        | тф |                                                | The True Meaning of Christmas Specials               | Санта Чувак                    |
| 2003        | ф  | Помри, матуся, помри                           | Die, Mommie, Die!                                    | Тоні Паркер                    |
| 2003        | ф  | Спускається темрява                            | Darkness Falling                                     | Майкл Пасер                    |
| 2003        | с  | 8 простих правил для друга моєї дочки-підлітка | 8 Simple Rules... for Dating My Teenage Daughter     | Картер Тіббітс                 |
| 2004        | с  | П'ятерняшки                                    | Quintuplets                                          | Стів Чейз                      |
| 2004—2005   | с  | Поклик Тру                                     | Tru Calling                                          | Джек Гарпер                    |
| 2004        | ф  | Тримайся до кінця                              | Going the Distance                                   | Ленні Свекхаммер               |
| 2004        | ф  | Моя мама хокеїстка                             | Chicks with Sticks                                   | Стів Купер                     |
| 2004        | тф | Я хочу одружитися з Райаном Бенксом            | I Want to Marry Ryan Banks                           | Райан Бенкс                    |
| 2004        | тф | Убивство у сні                                 | Sleep Murder                                         | Пітер Редвелл                  |
| 2005        | тф | Втеча з замку Колдіц                           | Colditz                                              | Ретт Баркер                    |
| 2005        | тф | Убивство на базі Президіо                      | Murder at the Presidio                               | Том                            |
| 2005        | тф | Сніжне диво                                    | Snow Wonder                                          | Воррен                         |
| 2005        | мф | Стьюї Гріфін: Нерозказана історія              | Family Guy Presents Stewie Griffin: The Untold Story | Брендон Волш                   |
| 2005        | с  | Усе найкраще в тобі                            | What I Like About You                                | Чарлі                          |
| 2006        | с  | Продюсер                                       | Love Monkey                                          | Майк Фрід                      |
| 2006        | с  |                                                | Hockeyville                                          | Джейсон                        |
| 2006        | с  | Без сліду                                      | Without a Trace                                      | Аллен Девіс                    |
| 2006        | с  | Майстри жахів                                  | Masters of Horror                                    | Алан                           |
| 2006        | мс | Гріфіни                                        | Family Guy                                           |                                |
| 2006        | ф  | Кохання в стилі сальса                         | Hot Tamale                                           | Джуд                           |
| 2006        | тф | Далекі куточки                                 | Above and Beyond                                     | Сер Фредерік Бантінг           |
| 2006        | тф | Відтінки чорного: Історія Конрада Блека        | Shades of Black: The Conrad Black Story              | Джефф Райлі                    |
| 2007        | тф |                                                | Subs                                                 | містер Клейтон                 |
| 2007        | тф | Еверест                                        | Everest                                              | Джон Логлан                    |
| 2007        | тф | Точка переривання                              | Termination Point                                    | Калеб Сміт                     |
| 2007        | тф |                                                | Luna: Spirit of the Whale                            | Тед Джеффріс                   |
| 2007        | тф | Не плач                                        | Don't Cry Now                                        | Нік                            |
| 2007        | ф  | Зроблено в Брукліні                            | Made in Brooklyn                                     | Д. Дж.                         |
| 2007        | с  | Медіум                                         | Medium                                               | Волтер Пакстон                 |
| 2007        | с  | На краю життя                                  | Side Order of Life                                   | Ян Денісон                     |
| 2008        | с  | Мене звати Ерл                                 | My Name Is Earl                                      | кузен Блейк                    |
| 2008        | тф | Інша жінка                                     | The Other Woman                                      | Піт                            |
| 2008        | тф | Дочка нареченої                                | A Very Merry Daughter of the Bride                   | Вільям                         |
| 2009        | тф | В очікуванні дива                              | Expecting a Miracle                                  | Піт Стенхоуп                   |
| 2009        | тф | День триффідів                                 | The Day of the Triffids                              | Кокер                          |
| 2009        | ф  | Мужність                                       | Courage                                              | Роберт                         |
| 2010        | ф  | Панахида за Ренсоном Прайдом                   | The Last Rites of Ransom Pride                       | Джон                           |
| 2010        | с  | Пройдисвіти                                    | Scoundrels                                           | Грант Вілбі                    |
| 2010—2013   | с  | Називайте мене Фіц                             | Call Me Fitz                                         | Річард Фіцпатрік               |
| 2010        | тф |                                                | Making a Scene                                       | The Replacement Host           |
| 2011        | тф |                                                | Prayer Hour                                          | брат Нейт                      |
| 2011        | тф | Мішок з кістками                               | Bag of Bones                                         | Марті                          |
| 2011        | с  |                                                | Winnipeg Comedy Festival 2011                        |                                |
| 2011        | с  | Ясновидець                                     | Psych                                                | Клайв                          |
| 2011—2014   | с  | Гейвен                                         | Haven                                                | Кріс Броді                     |
| 2013        | ф  | Проникнення в небезпечний розум                | Enter the Dangerous Mind                             | доктор Даброу                  |
| 2013        | с  |                                                | The Illegal Eater                                    |                                |
| 2013        | с  | CSI: Місце злочину                             | CSI: Crime Scene Investigation                       | Джек Віттен                    |
| 2014        | с  | Красуні в Клівленді                            | Hot in Cleveland                                     | Корі Чамберс                   |
| 2014        | с  |                                                | Package Deal                                         | Сторм                          |
| 2014        | мс |                                                | Creative Galaxy                                      | Скеч                           |
| 2015        | мс |                                                | Wishenpoof!                                          | тато                           |
| 2015        | с  | Ласкаво просимо до Швеції                      | Welcome to Sweden                                    | Джейсон Прістлі                |
| 2015        | с  |                                                | Ties That Bind                                       | Вернон Кілер                   |
| 2015        | ф  |                                                | Away from Everywhere                                 | Алекс                          |
| 2015        | ф  |                                                | Zoom                                                 | Дейл                           |
| 2015        | ф  |                                                | Let's Rap                                            | Джейсон Прістлі                |
| 2015        | ф  |                                                | Being Canadian                                       | Джейсон Прістлі                |
| 2015        | с  |                                                | Mummies Alive                                        | Джейсон Прістлі                |
| 2016—2018   | с  |                                                | Raising Expectations                                 | Вейн Вейні                     |
| 2016—2021   | с  |                                                | Private Eyes                                         | Мет Шейд                       |
| 2019        | с  |                                                | The Twilight Zone                                    | Джейсон Прістлі                |
| 2019        | с  | 90210                                          | BH90210                                              | Джейсон Прістлі / Брендон Волш |
| 2019        | тф |                                                | Dark Angel                                           | Тоні Таттертон                 |
| 2019        | тф |                                                | Fallen Hearts                                        | Тоні Таттертон                 |
| 2019        | тф |                                                | Gates of Paradise                                    | Тоні Таттертон                 |
| 2020        | тф |                                                | Dear Christmas                                       | Кріс Мессі                     |
| 2020        | с  |                                                | The Order                                            | Джейсон Прістлі                |
| 2023        | с  | Острів фантазій                                | Fantasy Island                                       | Ґевін Бек                      |
| 2023        | с  |                                                | Börje – The Journey of a Legend                      | Ґеррі МакНамарра               |
| 2024—донині | с  | Темні конячки                                  | Wild Cards                                           | Джордж Ґрем                    |

### Режисер
| Рік       |     | Українська назва                     | Оригінальна назва                        | Роль    |
| --------- | --- | ------------------------------------ | ---------------------------------------- | ------- |
| 1993—1997 | с   | Беверлі-Гіллз, 90210                 | Beverly Hills, 90210                     | режисер |
| 1997      | с   | За межею можливого                   | The Outer Limits                         | режисер |
| 1999      | док |                                      | Barenaked in America                     | режисер |
| 2000      | тф  | Прощайся з завтра                    | Kiss Tomorrow Goodbye                    | режисер |
| 2001      | с   | Гросс Поінт                          | Grosse Pointe                            | режисер |
| 2006      | с   |                                      | Hollywood & Vines                        | режисер |
| 2007      | с   | Сьоме небо                           | 7th Heaven                               | режисер |
| 2007      | тф  |                                      | Subs                                     | режисер |
| 2007      | тф  | Не плач                              | Don't Cry Now                            | режисер |
| 2008      | тф  | Інша жінка                           | The Other Woman                          | режисер |
| 2008—2009 | с   | Таємне життя американського підлітка | The Secret Life of the American Teenager | режисер |
| 2009      | с   | 90210: Нове покоління                | 90210                                    | режисер |
| 2009      | с   | Озеро                                | The Lake                                 | режисер |
| 2010—2013 | с   | Називайте мене Фітц                  | Call Me Fitz                             | режисер |
| 2010      | кф  |                                      | Athletes in Motion: Just Beat It         | режисер |
| 2010      | тф  |                                      | Athletes in Motion                       | режисер |
| 2011      | тф  | Справедливий суддя                   | Goodnight for Justice                    | режисер |
| 2011      | тф  | Дорогий Санта                        | Dear Santa                               | режисер |
| 2011—2012 | с   | Гейвен                               | Haven                                    | режисер |
| 2013      | с   |                                      | Satisfaction                             | режисер |
| 2013      | ф   | Кас і Ділан                          | Cas & Dylan                              | режисер |
| 2013—2015 | с   | У надії на порятунок                 | Saving Hope                              | режисер |
| 2014      | с   |                                      | Working the Engels                       | режисер |
| 2015      | с   | Нічна зміна                          | The Night Shift                          | режисер |
| 2015      | с   | Копи-новобранці                      | Rookie Blue                              | режисер |
| 2016      | ф   |                                      | Drilled                                  | режисер |

### Продюсер
| Рік       |     | Українська назва     | Оригінальна назва                          | Роль                          |
| --------- | --- | -------------------- | ------------------------------------------ | ----------------------------- |
| 1995—1999 | с   | Беверлі-Гіллз, 90210 | Beverly Hills, 90210                       | продюсер, виконавчий продюсер |
| 1998      | кф  | Бесіди в Лімбо       | Conversations in Limbo                     | виконавчий продюсер           |
| 1998      | док |                      | Beverly Hills, 90210: Our Favorite Moments | продюсер                      |
| 1999      | док |                      | Barenaked in America                       | продюсер                      |
| 2000      | ф   | Розбійник            | The Highwayman                             | виконавчий продюсер           |
| 2000      | тф  | Прощайся з завтра    | Kiss Tomorrow Goodbye                      | виконавчий продюсер           |
| 2006      | с   |                      | Hollywood & Vines                          | виконавчий продюсер           |
| 2010      | с   | Називайте мене Фітц  | Call Me Fitz                               | продюсер                      |